# Lobostemon
- Commons
- Wikispecies

Lobostemon é um gênero de plantas pertencente à família Boraginaceae.